# 天城町立西阿木名中学校
天城町立西阿木名中学校（あまぎちょうりつ にしあきなちゅうがっこう）は、鹿児島県大島郡天城町にある町立中学校。徳之島に属する。

## 概要
- 天城町南部、鹿児島県道83号伊仙天城線沿いに位置する。

幼稚園、小学校、中学校が併設されており、全校生徒数は平成29年3月16日現在、小学校10名程、中学校15名程である。
部活は一応、卓球部が現在活動している。
過去には生徒数が3桁の時もあったので(小中学生合算)、生徒数と比べて、校舎、体育館、校庭はかなり広くプールを敷地内に有する。
人数が少ない分、生徒たちほぼ全てが友達であり仲が良いことが島内で知られている。
また生徒数/教師数が小さく、生徒個々の理解度に密着した教育を行う。

## 卒業後の進路
- 卒業後は、町内の鹿児島県立徳之島高等学校、樟南第二高等学校に進学する生徒が多い。[要出典]

中には鹿児島市内の進学校に進学するものもいる。
卒業生には国立大学に進学するものも、0～2人/年におり 、平成26年～29年の間に鹿児島大学、長崎大学、徳島大学などに進学している。
校内にはアカギの木があり、この学校のシンボルマークとなっている。卒業式にも、『記念樹』という題名の、アカギ主観の観点から創造された唄をうたう。
最近は、偉大な卒業生の贈呈により、中学図書館に本が多く寄与された。